# Alafia orientalis
Alafia orientalis är en oleanderväxtart som beskrevs av Karl Moritz Schumann och De Wild.. Alafia orientalis ingår i släktet Alafia och familjen oleanderväxter. Inga underarter finns listade i Catalogue of Life.